# Municipio de Union (condado de Hendricks)
El municipio de Union (en inglés: Union Township) es un municipio ubicado en el condado de Hendricks en el estado estadounidense de Indiana. En el año 2010 tenía una población de 1856 habitantes y una densidad poblacional de 29,78 personas por km².

## Geografía
El municipio de Union se encuentra ubicado en las coordenadas 39°52′45″N 86°32′35″O / 39.87917, -86.54306. Según la Oficina del Censo de los Estados Unidos, el municipio tiene una superficie total de 62.32 km², de la cual 62,29 km² corresponden a tierra firme y (0,05 %) 0,03 km² es agua.

## Demografía
Según el censo de 2010, había 1856 personas residiendo en el municipio de Union. La densidad de población era de 29,78 hab./km². De los 1856 habitantes, el municipio de Union estaba compuesto por el 97,79 % blancos, el 0,05 % eran afroamericanos, el 0,32 % eran amerindios, el 0,38 % eran asiáticos, el 0,7 % eran de otras razas y el 0,75 % eran de una mezcla de razas. Del total de la población el 1,24 % eran hispanos o latinos de cualquier raza.